# Nightmare – Schlaf nicht ein!
Nightmare – Schlaf nicht ein! (Originaltitel: Slumber) ist ein britisch-US-amerikanischer Horrorfilm von Jonathan Hopkins aus dem Jahr 2017.

## Handlung
Alice Arnolds ist Ärztin und behandelt Patienten mit Schlafstörungen. Dabei hat sie sich auf Kinder spezialisiert, die an Schlafparalysen leiden. Sie hat sich auf diesen Bereich spezialisiert, da sie den Tod ihres Bruders im Kindesalter mit ansehen musste, als dieser schlafwandelte und aus dem Fenster stürzte, als er vor einer Gestalt floh.
Eines Tages taucht die Familie Morgan in ihrer Praxis auf. Alle Familienmitglieder scheinen dabei an einer Art der Schlafparalyse zu leiden. In der Nacht werden die Patienten mittels Nachtsichtkameras überwacht. Als Alice und ihr Kollege Malcolm dabei einen Zwischenfall bemerken, betreten sie das Zimmer der Morgans, wobei Alice von dem Vater Charlie Morgan angegriffen und beinahe erwürgt wird. Die Polizei nimmt ihn anschließend vorübergehend fest und führt dies auf seine Alkoholsucht zurück. Die Reinigungskraft Cam kündigt nach diesem Vorfall ihren Job. Am darauffolgenden Tag leidet Alice selbst an Schlafstörungen und schlafwandelt sogar.
In der nächsten Nacht bemerkt die Mutter Sarah Morgan auf der Brust ihres Sohnes Daniel zwei blutunterlaufene Handabdrücke. Entgegen Sarahs Vermutung sind diese nicht auf die Attacke ihres Mannes zurückzuführen, sondern das Resultat der bösartigen Gestalt. Noch in derselben Nacht tötet Daniels Schwester Emily während des Schlafwandelns den Familienhund.
Sarah hat in der Nacht mit ansehen müssen, wie ihr Sohn von der Gestalt geplagt wurde und sucht deshalb Alice im Krankenhaus auf, um sie mit ihrer Beobachtung sowie mit der Festnahme ihres Mannes zu konfrontieren. Dabei wird sie gewalttätig und gibt Alice eine Ohrfeige. Alice sucht nach einigem Überlegen Charlie auf und zusammen gehen sie, als die Nacht bereits angebrochen ist, zum Haus der Familie Morgan. Dabei erlebt Alice die anderen Familienmitglieder in ihrer Trance und wird, als sie Daniels Zimmer betreten, von einer unbekannten Kraft an die Wand geschleudert.
Am Morgen suchen sie Cam und dessen Vater Amado auf, welcher ihnen den Grund für die mysteriösen Angriffe auf Daniel erläutern kann: Nocnitsa, eine dämonische Gestalt, sucht sich Kinder als Opfer und quält diese im Schlaf, wobei die Kreatur sich von der Angst ihres Opfers ernährt. Sie kehren zu Daniel zurück und wollen ihn unter allen Umständen vom Schlafen abhalten. Er wird jedoch nur kurz darauf erneut von Nocnitsa angegriffen.
Alice fasst einen neuen Plan gemeinsam mit Amado, Charlie und Sarah. Sie planen, die Gestalt im Schlaf zu bekämpfen, da Charlie während des Schlafwandelns ebenfalls etwas gesehen hat. Als jedoch alle Erwachsenen ihre eigene Version der Schlafparalyse erleben, wird Daniel derweil von der Nocnitsa angegriffen. Anstatt sich bei Daniel, wie bereits zuvor abgesprochen, zu versammeln, durchlebt Alice erneut den Tod ihres Bruders, genauso wie Charlie und Sarah. Amado, der als einziger zu Daniel zurückgekehrt ist, wird dabei von Nocnitsa angegriffen und vom Dämon in Besitz genommen. Er versucht daraufhin, Daniel zu erwürgen, wird jedoch von Alice niedergestochen.
Familie Morgan ist vorerst in Sicherheit. Alice telefoniert per Videoanruf mit ihrem Mann und ihrer Tochter, als sie plötzlich ihre Tochter ein Lied summen hört, welches in Verbindung zu Nocnitsa steht. Daraufhin wird sie panisch und das Personal der Anstalt, in der sie sich aktuell befindet, stürmt in ihr Zimmer.

## Produktion

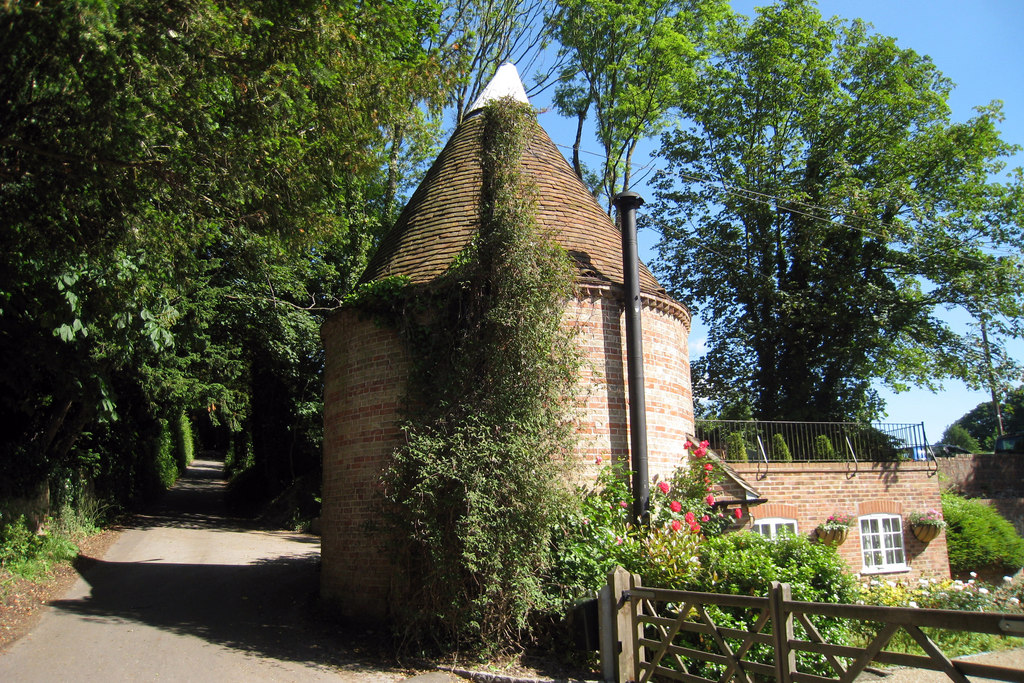
Home Farm in Kent

### Drehorte
Die Dreharbeiten fanden auf der Home Farm in Kent statt.

### Synchronisation
Die deutschsprachige Synchronisation entstand nach einem Synchronbuch von Felix Strüven.
| Rolle          | Darsteller      | Synchronsprecher     |
| -------------- | --------------- | -------------------- |
| Alice Arnolds  | Maggie Q        | Sandrine Mittelstädt |
| Amado          | Sylvester McCoy | Thomas Fedrowitz     |
| Charlie Morgan | Sam Troughton   | Sven Brieger         |
| Emily Morgan   | Honor Kneafsey  | Jane-Lynn Steinbrunn |
| Malcolm        | William Hope    | Sven Riemann         |

## Rezeption
Der Film erhielt überwiegend negative bis ausgeglichene Kritiken und erzielte bei IMDb eine durchschnittliche Bewertung von 4,7 der möglichen 10 Punkte. Der Film wurde 2018 bei den Golden Trailer Awards in der Kategorie Best Foreign Horror Trailer nominiert.